# ليني فينيتو
ليني فينيتو (بالإنجليزية: Lenny Venito)‏ هو ممثل أمريكي، ولد في 7 يناير 1966 ببروكلين في الولايات المتحدة.

## أعمال

### أفلام
- (2002) رجال ذوو بزات سوداء 2[1][2][3]
- (2004) إشاعة القرش[4][5][6]
- (2005) حرب العوالم[7][8][9]
- (2010) كيف تعرف[10]
- (2014) القديس فينسنت[11][12]
- (2016) وحش المال[13]

## وصلات خارجية
- ليني فينيتو على موقع IMDb (الإنجليزية)
- ليني فينيتو على موقع ألو سيني (الفرنسية)
- ليني فينيتو على موقع أول موفي (الإنجليزية)
- ليني فينيتو على موقع قاعدة بيانات الأفلام السويدية (السويدية)
- ليني فينيتو على موقع قاعدة بيانات الفيلم (الإنجليزية)
- ليني فينيتو على موقع كينوبويسك (الروسية)